# Alyson Dixon
Pour les articles homonymes, voir Dixon.
Alyson Dixon, née le 24 septembre 1978 à Sunderland, est une athlète britannique, spécialiste des courses de fond et du marathon.

## Biographie
En 2011, elle remporte le marathon de Brighton,.
Elle participe au marathon lors des championnats du monde d'athlétisme 2017 et termine en 18e position.
Le 1er septembre 2019, elle s'impose lors des championnats du monde du 50 kilomètres à Brașov, améliorant la meilleure marque mondiale à 3 h 7 min 20 s.

## Palmarès
| Date | Compétition                           | Lieu     | Résultat | Épreuve       |
| ---- | ------------------------------------- | -------- | -------- | ------------- |
| 2011 | Marathon de Brighton                  | Brighton | 1re      | Marathon      |
| 2017 | Championnats du monde d'athlétisme    | Londres  | 18e      | Marathon      |
| 2019 | Championnat du monde du 50 kilomètres | Brașov   | 1re      | 50 kilomètres |

## Records
| Épreuve       | Performance     | Lieu       | Date               |
| ------------- | --------------- | ---------- | ------------------ |
| 10 000 mètres | 32 min 55 s 36  | Londres    | 16 mai 2015        |
| 10 kilomètres | 32 min 30 s     | Manchester | 8 mars 2015        |
| Semi-marathon | 1 h 10 min 38 s | Copenhague | 29 mars 2014       |
| Marathon      | 2 h 29 min 6 s  | Londres    | 23 avril 2017      |
| 50 kilomètres | 3 h 7 min 20 s  | Brașov     | 1er septembre 2019 |